# Coppa dei Campioni d'Africa 1976
La Coppa dei Campioni d'Africa 1976 è stata la dodicesima edizione del massimo torneo calcistico africano per squadre di club maggiori maschili.

## Risultati

### Primo turno
| Squadra 1          | Totale          | Squadra 2     | Andata | Ritorno |
| ------------------ | --------------- | ------------- | ------ | ------- |
| CARA Brazzaville   | 4 - 2           | CS Imana      | 4 - 0  | 0 - 2   |
| Al-Ahly Bengasi    | 4 - 5           | MC Alger      | 3 - 2  | 1 - 3   |
| Corps Enseignement | 5 - 6           | Simba         | 4 - 2  | 1 - 4   |
| Diaraf             | 10 - 2          | Os Balantas   | 6 - 1  | 4 - 1   |
| Express            | 1 - 1 (4-3 dcr) | Caiman Douala | 1 - 0  | 0 - 1   |
| Gor Mahia          | 5 - 1           | Brewery       | 3 - 1  | 2 - 0   |
| Real de Banjul     | 0 - 4           | Djoliba       | 0 - 2  | 0 - 2   |
| Silures            | a tav.          | ASFAN         | -      | -       |
| Asante Kotoko      | a tav.          | Okoume        | -      | -       |

### Secondo turno
| Squadra 1       | Totale      | Squadra 2        | Andata | Ritorno |
| --------------- | ----------- | ---------------- | ------ | ------- |
| Asante Kotoko   | 2 - 2 (gfc) | CARA Brazzaville | 1 - 0  | 1 - 2   |
| MC Alger        | 3 - 2       | Al-Ahly          | 3 - 0  | 0 - 1   |
| Green Buffaloes | 4 - 2       | Simba            | 3 - 2  | 1 - 0   |
| Lomé 1          | 1 - 2       | Diaraf           | 1 - 1  | 0 - 1   |
| Enugu Rangers   | 2 - 2 (gfc) | Express          | 0 - 0  | 2 - 2   |
| Gor Mahia       | a tav.      | Al-Merrikh       | -      | -       |
| Djoliba         | 2 - 3       | Hafia            | 2 - 1  | 0 - 2   |
| ASEC Mimosas    | 4 - 0       | Silures          | 2 - 0  | 2 - 0   |

### Quarti di finale
| Squadra 1       | Totale      | Squadra 2     | Andata | Ritorno |
| --------------- | ----------- | ------------- | ------ | ------- |
| Asante Kotoko   | 2 - 2 (gfc) | ASEC Mimosas  | 2 - 1  | 0 - 1   |
| MC Alger        | 7 - 3       | Gor Mahia     | 6 - 3  | 1 - 0   |
| Green Buffaloes | 3 - 4       | Enugu Rangers | 3 - 1  | 0 - 3   |
| Diaraf          | 2 - 6       | Hafia         | 2 - 2  | 0 - 4   |

### Semifinali
| Squadra 1     | Totale | Squadra 2 | Andata | Ritorno |
| ------------- | ------ | --------- | ------ | ------- |
| Enugu Rangers | 2 - 3  | MC Alger  | 2 - 0  | 0 - 3   |
| ASEC Mimosas  | 3 - 5  | Hafia     | 3 - 0  | 0 - 5   |

### Finale

#### Andata
| Arbitro: | N'Joana |

|                                        |           |  |
| M. Sylla 24’ B. Sylla 37’ N’Jo Léa 65’ | Marcatori |  |

#### Ritorno
| Algeri 12 dicembre 1976                                                                        | MC Alger             | 3 – 0 | Hafia | Stadio 5 luglio 1962 (80 000 spett.) |
| \| \| \| \| \| Bachi 24’ Betrouni 76’, 90’ \| Marcatori \| \| \| \| Tiri di rigore 3 – 1 \| \| |                      |       |       |                                      |
|                                                                                                |                      |       |       |                                      |
| Bachi 24’ Betrouni 76’, 90’                                                                    | Marcatori            |       |       |                                      |
|                                                                                                | Tiri di rigore 3 – 1 |       |       |                                      |